# Archiv Pražského hradu

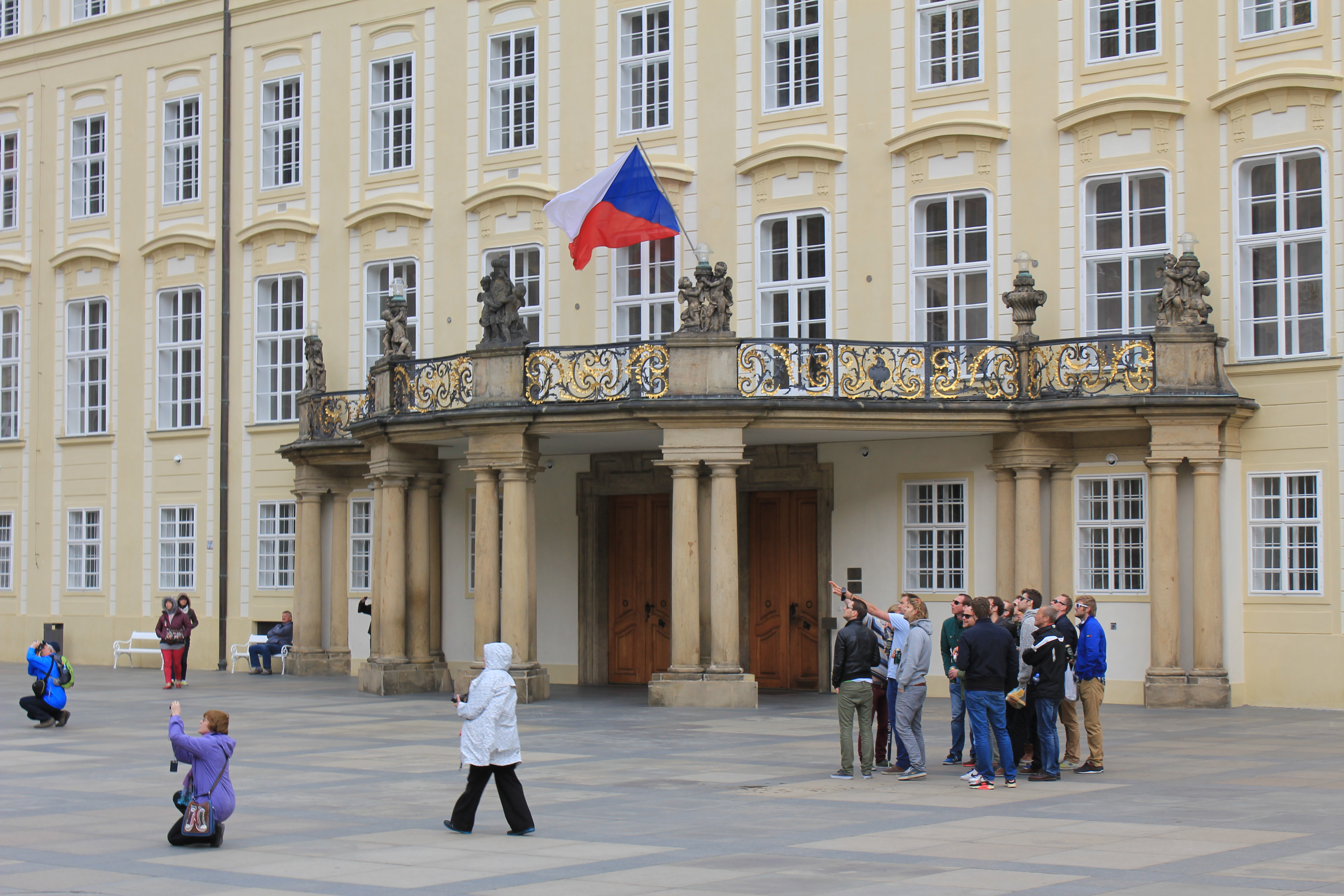
Vstup do Archivu Pražského hradu na třetím nádvoří, Nový královský palác

Archiv Pražského hradu (APH) je specializovaný archiv podle archivního zákona organizovaný jako součást Kanceláře prezidenta republiky, oddělení Odboru spisové a archivní služby (sem je zařazen i Archiv Kanceláře prezidenta republiky).
Archiv vznikl roku 1920. V roce 2003 spravoval 53 archivních souborů. Uchovává především fondy a sbírky týkající se stavební činnosti na Hradě (i Lán), včetně osobních fondů některých architektů. Převzal staré fondy týkající se správy Pražského hradu. Ve správě APH je také rukopisná část Knihovny pražské metropolitní kapituly a archiv kapituly.

## Vedoucí
- Jan Morávek (1920–1948)
- Jaroslav Parkan (1950–1969)
- Jiří Svoboda (1970–1992)
- Marie Kostílková (1992–2000)
- Martin Halata (od roku 2000), od roku 2015 též ředitel odboru spisové a archivní služby KPR